# 球泉洞

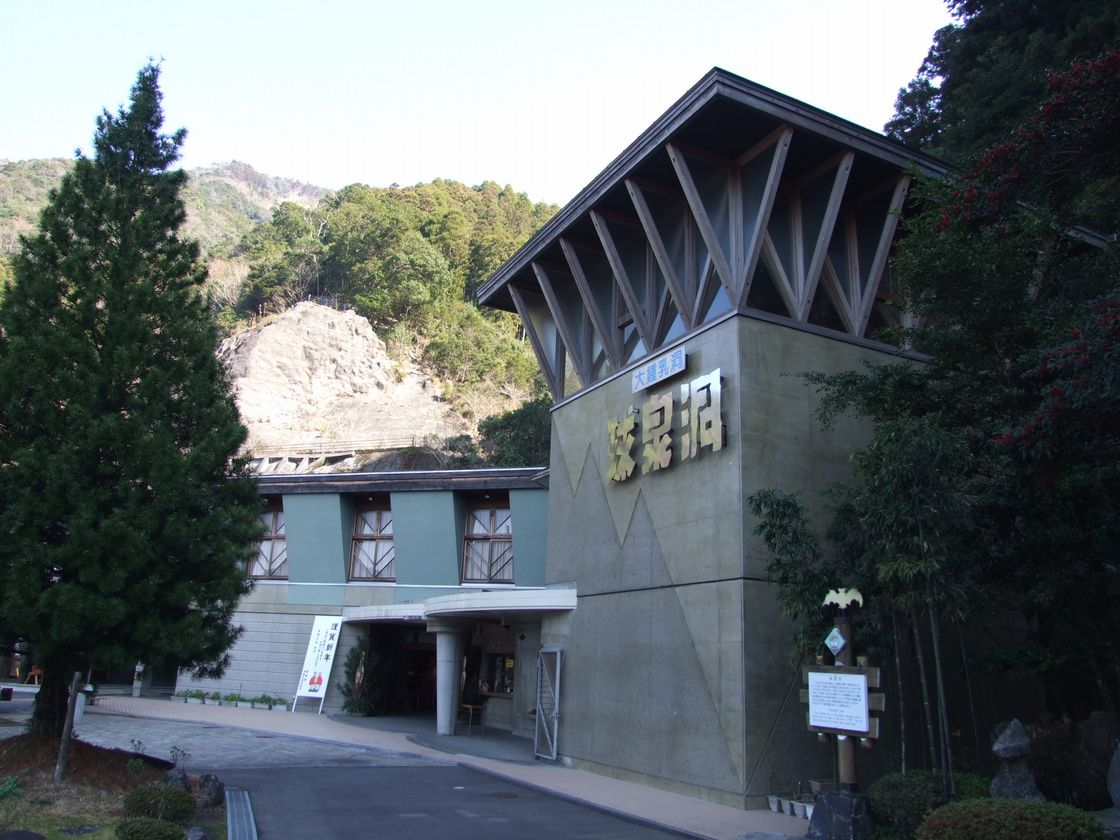
球泉洞入り口

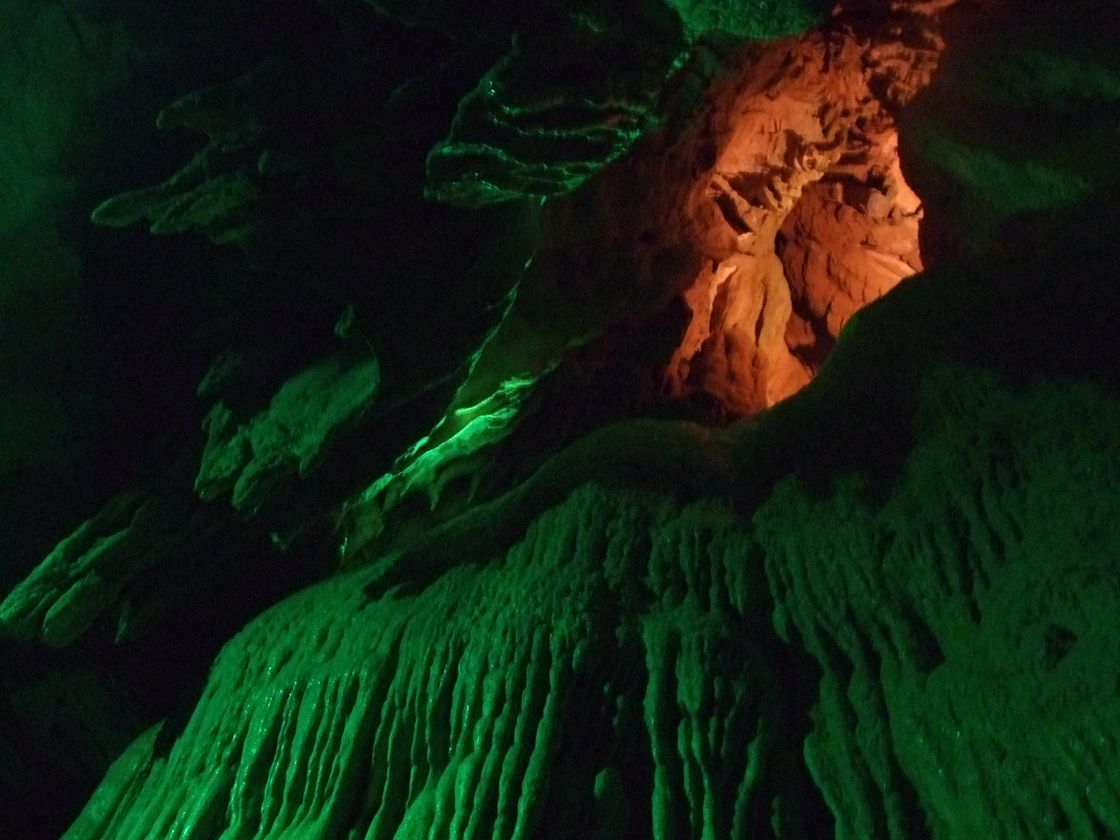
石の滝

球泉洞（きゅうせんどう）は、熊本県球磨郡球磨村の、球磨川沿いを走る国道219号・鎗倒しと呼ばれる岩壁の上に立地する、権現山（標高694m）の地下にある鍾乳洞。
洞内の一部が観光用に整備されており、内部に入って見ることができる。また至近に国道219号線や人吉からのくま川下りやラフティングの終着点があり、ついでにと寄る人も多い、この地域の観光拠点でもある。

## 概略
球泉洞の総延長は第一本洞と第二本洞をあわせ4800m。これは日本第6位であり九州では最長。このうち、観光用に公開されている部分は約800mである。石灰岩層は約3億年前に海中で形成され、その後地殻変動によって地上に隆起し、二酸化炭素を含んだ雨水が浸透し、球磨川に流れ込む過程で侵食されて形成された。内部では特有の洞穴生物が独自の生態系を持ちながら棲息している。
コウモリの巣として従来から知られていた山腹の縦穴を1973年3月愛媛大学探検隊が調査に下り、地下70mに鍾乳洞を発見した。約2年の調査を経て全貌が明らかになった後、1975年に一部の一般公開が始められた。この探検隊の中には、当時学生だった洞窟探検家・山内正がいた。
球泉洞がある権現山の北西にはカルスト地形を持つ杣鼻山（827m）があり、周辺にはより小規模ながら、高沢鍾乳洞・神瀬石灰洞窟・黒仁田洞・大瀬鍾乳洞などがある。
2020年（令和2年）7月の熊本豪雨で裏山2カ所で土石流が発生し、1年9カ月にわたり閉鎖されていたが2022年4月に再開した。

## 洞内

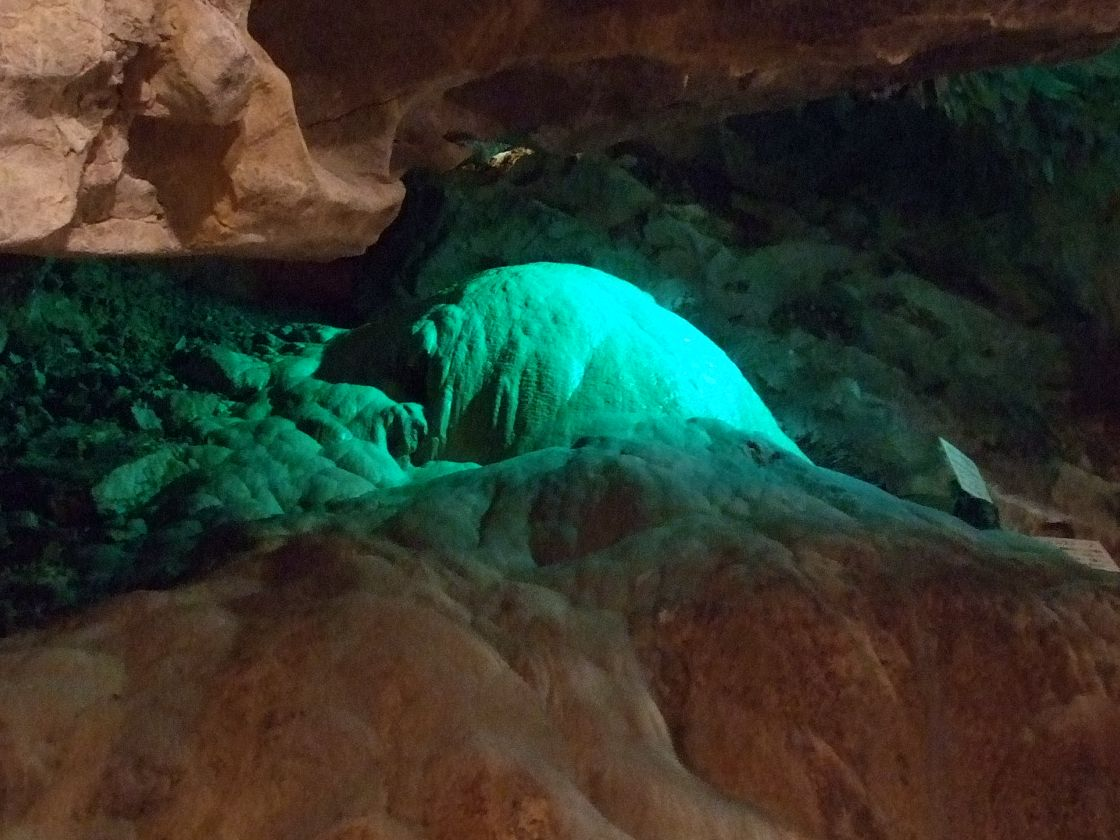
ホマーテ型石筍

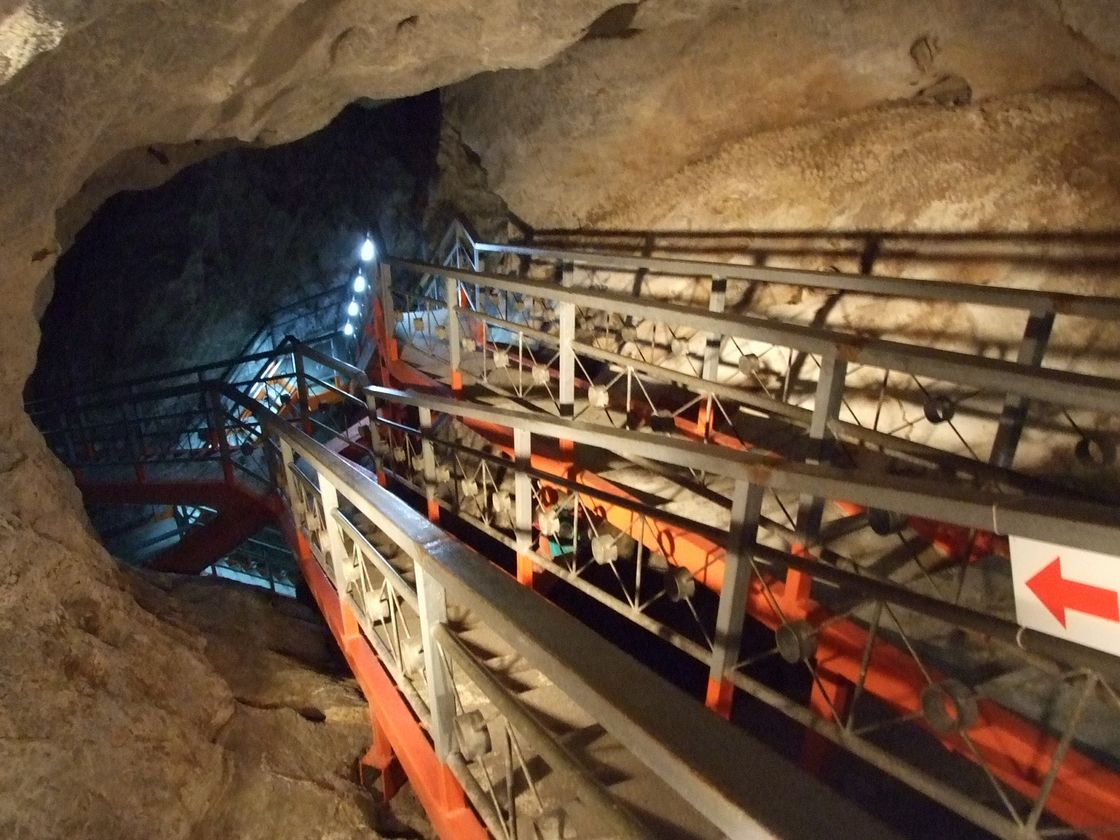
球泉洞内見学コース

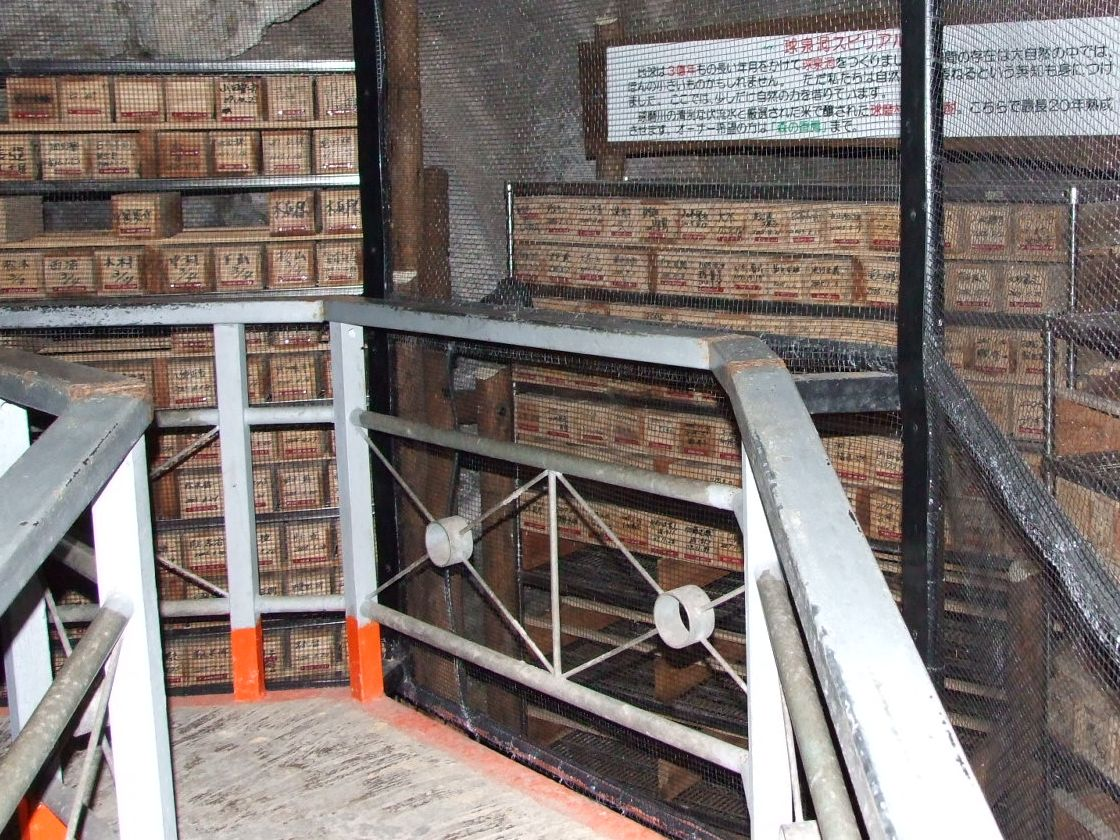
球泉洞スピリアル

公開されている洞内は、国道沿いの入り口から坑道を通じて繋がっている。洞内は一年を通じて約16℃の気温が保たれている。
調査隊が下ったホールを起点に、公開されている範囲だけでも鍾乳石がつくる特徴的な光景を見ることが出来る。炭酸カルシウム結晶がつくる層（フローストーン）、地下水流に削られて作られたポットホール、剥がれ落ちた岩盤が偶然に造った天然橋、洞窟さんご、ヘリクタイトやヘリグマイト、リムストーン、ドーム状のホマーテ型石筍などを見ることが出来る。
これらは、鉄骨製の階段や橋が架けられたコースを徒歩で巡りながら容易に観察できる。第二本洞へつながり地下200mまで下れる鍾乳洞の一部も「ファミリー探検コース」として見ることが出来るが、こちらはヘルメットとヘッドランプ着用の上、係員が同行して巡る。

## 球泉洞スピリアル
洞内には、希望者が購入した球磨焼酎を保管する棚が設けられ、最長20年間熟成させることが出来る。当初これは、球泉洞を管理する森林組合長が提案したワインを対象としたアイデアだったが、地元産の焼酎を貯蔵しようということとなり実現した。

## 施設情報

### 入場料
- 大人（高校生）：1,100円、中人800円、小人600円、幼児（3歳以上）450円
- 探検コースは別途800円

### 周辺設備
- 駐車場・売店・レストラン

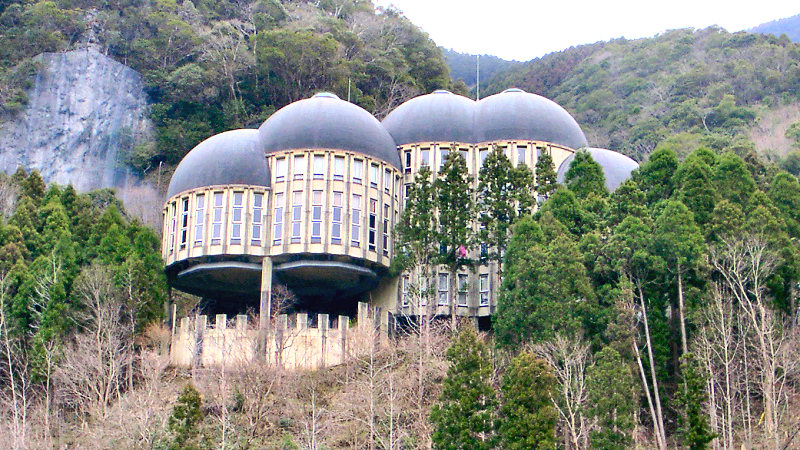
森林館

- 球泉洞森林館（日本建築学会作品賞・くまもとアートポリス選定既存建造物）
- エジソンミュージアム
- 沢見展望所
- コウモリ橋
- 球泉洞休暇村
- 槍倒しの瀬・観光リフト
- メガロドン化石群

### 交通手段
- JR九州肥薩線球泉洞駅より吊り橋を渡り徒歩で約20分
- 同一勝地駅より九州産交バス神瀬福祉センターゆきに乗車し「球泉洞前」下車すぐ。
- 九州自動車道人吉インターチェンジより18㎞。

## 外部リンク

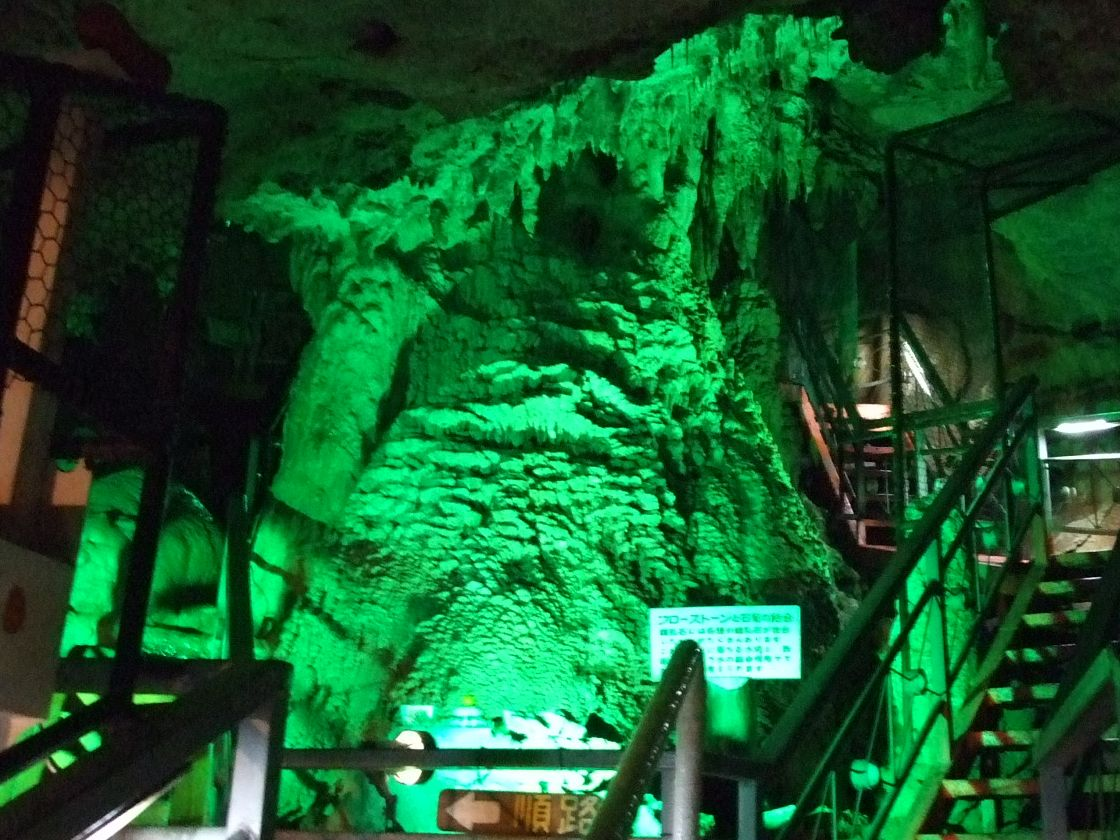
フローストーン